# Eduardo González Palmer
Eduardo González Palmer (* 23. August 1934 in Maravatío, Michoacán; † 21. Februar 2022) war ein mexikanischer Fußballspieler auf der Position des Stürmers.

## Biografie
Eduardo Palmer ging aus der Nachwuchsabteilung des Club América hervor, bei dem er 1951 seinen ersten Profivertrag erhielt und für den er im Laufe der Jahre 107 Tore erzielte. Seine erfolgreichste Saison als Torjäger war 1958/59, als er mit 25 Treffern Torschützenkönig der mexikanischen Liga wurde.
Palmer gewann mit den Americanistas in den Jahren 1954 und 1955 zweimal in Folge die  Copa México, wobei der Finalgegner in beiden Fällen Américas Erzrivale Chivas Guadalajara war. 1955 gewann América durch einen 3:2-Sieg gegen Zacatepec außerdem den Supercup.
Im Jahr 1961 kam Palmer zu insgesamt vier Einsätzen für die mexikanische Nationalmannschaft. Gleich bei seinem Debüt am 5. April 1961 gegen die Auswahl der Niederländischen Antillen steuerte er zwei Treffer zum 7:0-Endstand bei. Ein weiteres Tor gelang ihm bei der Europa-Reise der Mexikaner in seinem zweiten Länderspiel am 19. April 1961 gegen die Niederlande, das „el Tri“ mit 3:1 gewann. Sein letzter Länderspieleinsatz fand am 10. Mai 1961 bei der höchsten Niederlage Mexikos überhaupt (einem 0:8 gegen England) statt.

## Erfolge
- Copa México: 1954 und 1955
- Mexikanischer Supercup: 1955